# Mathilda Smidt
Mathilda Smidt (* 20. Mai 2005 in Kassel) ist eine deutsche Schauspielerin.

## Leben
Mathilda Smidt belegte von 2014 bis 2015 diverse Workshops bzw. Grund- und Aufbaukurse am Jungen Theater Bonn. 2016 hatte sie ihr TV-Debüt in Geschichten von Überall – Flaschendrehen, der auf dem KiKA gesendet wurde.

## Filmografie
- 2017: Geschichten von Überall (Fernsehserie, Folge Flaschendrehen)
- 2018: Der Wunschzettel (Fernsehfilm)
- 2019: Die drei !!! (Kino)
- 2021, 2024 Notruf Hafenkante (Fernsehserie, verschiedene Rollen, 2 Folgen)
- seit 2021: Almania (Fernsehserie, 18 Folgen)
- 2022: SOKO Köln (Fernsehserie, Folge Elternabend)
- 2022: Nachricht von Mama (Fernsehserie)
- 2022: Gestern waren wir noch Kinder (Fernsehserie, 3 Folgen)
- 2023: Polizeiruf 110: Ronny (Fernsehreihe)
- 2023: SOKO Stuttgart (Fernsehserie, Folge Miss Langfinger)
- 2025: Frühling: Die Mutter, die es nie gab (Fernsehreihe)
- 2025: Bettys Diagnose (Fernsehserie, Folge Teamplayer)
- 2025: SOKO Leipzig (Fernsehserie, Folgen  Gut und Böse; Gas, Wasser, Lügen)